# Frank Righeimer
Frank Stahl Righeimer junior (* 28. Februar 1909 in Chicago; † 5. Juli 1998 in Palm Beach) war ein US-amerikanischer Fechter.

## Leben
Frank Righeimer nahm an zwei Olympischen Spielen teil. Bei den Olympischen Spielen 1932 in Los Angeles belegte er mit der Florett-Mannschaft den dritten Platz und erhielt mit Hugh Alessandroni, George Calnan, Richard Steere, Joseph Levis und Dernell Every somit die Bronzemedaille. Auch mit der Degen-Equipe, zu der neben Righeimer noch George Calnan, Miguel de Capriles, Gustave Heiss, Tracy Jaeckel und Curtis Shears zählten, erreichte er den Bronzerang. Vier Jahre darauf schied er in Berlin mit dem Degen in der ersten Runde der Einzelkonkurrenz aus, während er mit der Degen-Mannschaft den fünften Platz erreichte. Er gewann mehrere nationale Titel.
Righeimer studierte an der Yale University, für die er auch im Fechtsport aktiv war, und schloss ein Studium an der Harvard Law School ab. Im Anschluss arbeitete er als Rechtsanwalt in Chicago und Palm Beach.